# Всекохудожник
Всекохудо́жник (Всероссийское кооперативное объединение «Художник», Всероссийское кооперативное товарищество «Художник» (Всероссийский кооперативный союз работников изобразительных искусств) — Всероссийский союз кооперативных товариществ работников изобразительного искусства, существовавший с 1928 по 1953 год и объединявший артели художников, скульпторов, мастеров ремёсел.

## История
Образован как промысловое кредитное товарищество «Художник» в сентябре 1928 года. 
Товарищество было реорганизовано 2 июля 1932 года во Всероссийский кооперативный союз работников изобразительных искусств («Всекохудожник»). Находился в ведении Всекопромсовета. В марте 1935 года «Всекохудожник» был передан в систему Наркомпроса РСФСР, с 1940 года — в систему СНК РСФСР, а затем Совет Министров РСФСР.
Ликвидирован в июле 1953 года с передачей функций Художественному фонду СССР.

## Деятельность
В 1920—1930-е годы артелью выпускались текстильные куклы высотой от 8 до 40 см в народных костюмах. Среди них «Акулина», «Деревенский парень», «Воронежка», «Смолянка» и другие. Продукция реализовывалась через магазины «Торгсина» и не была доступна широкой аудитории в СССР. При этом такие сувениры пользовались популярностью у коллекционеров США, где в 1930—1940-е годы были выпущены каталоги с описаниями и названиями кукол и указанием их аукционных цен.
В 1935 году при правлении «Всекохудожник» было образовано Бюро по охране авторских прав.
В выставочном помещении объединения проходили художественные выставки, в частности персональные Г. Мотовилова (1934), А. Дейнеки (1935—1936), «Скульптура в дереве» (с июня 1935 года) с участием 10 художников (Н. Абакумцева, В. Ватагина, И. Ефимова, А. Кардашова, Я. Коорта, Ю. Кун, Е. Никифоровой, Б. Сандомирской, С. Чуракова, Д. Якерсона).

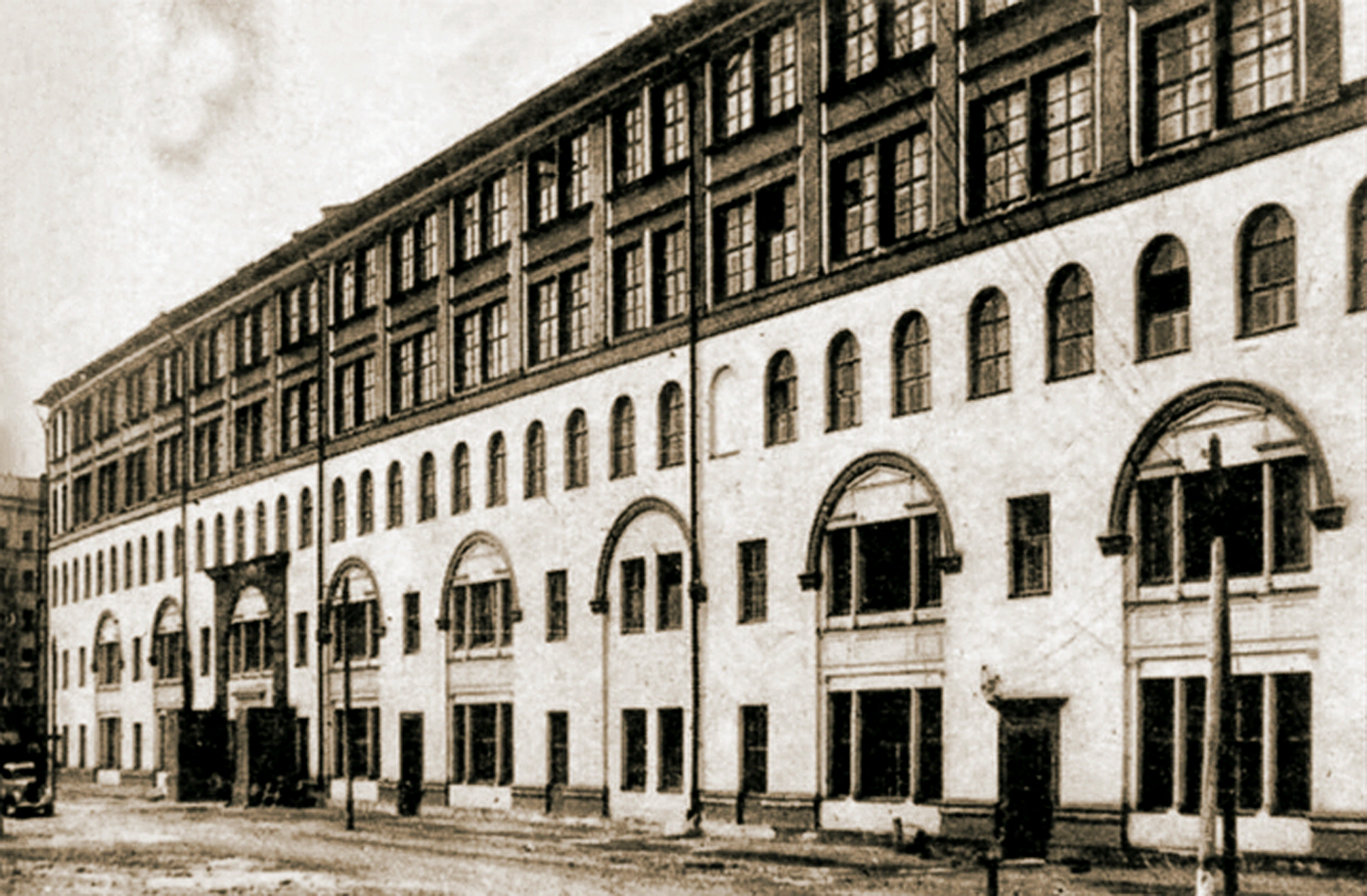
Производственные мастерские Всекохудожник, 1930-е

С 1936 года в течение 2-х лет под руководством В. Батюшкова бригадой художников-макетчиков выполнены все бутафорские и макетные работы на выставке панорамы и диорам «Штурм Перекопа». Художники артели занимались оформлением Всесоюзной сельскохозяйственной выставки (ВСХВ).
В 1930-х годах в артели на базе старого кирпичного цеха бывшего завода Фортальновых в Гжели разрабатывался стиль, впоследствии закрепившийся за гжельской керамикой. Александр Салтыков привез из абрамцевской мастерской формы М. Врубеля, и до войны в Гжели несколько лет выпускались «Царь Берендей», «Похищение Европы», маски. Мастера приступили к воссозданию знаменитых майолики и полуфаянса предприятия, выполняли заказы для оформления павильонов Всесоюзной сельскохозяйственной выставки (ВСХВ), а с 1936 года — для московского метро. К 1940-м годам «Всекохудожник» считался времени самым крупным предприятием Гжели.
В годы войны объединение стало одним из основных заказчиков палехской миниатюры. По заданию «Всекохудожника» палешане писали работы на Всесоюзные выставки.
В послевоенное время организовывались выставки молодых и уже известных художников, в фондах артели сохранялись картины, в том числе не получившие признания критики.

## Одноимённые организации
С 2019 года название «Всекохудожник» используют организаторы частной московской галереи.

## Сотрудники
- В. Н. Батюшков (с 1933 года)
- В. К. Карпов (с 1945 года)